# Clarendon Motor Car & Bicycle
Clarendon Motor Car & Bicycle Co. Ltd. war ein britischer Hersteller von Fahrzeugen.

## Unternehmensgeschichte
Das Unternehmen hatte seinen Sitz in Earlsdon bei Coventry. Genannt sind die Straßen Dale Street und Moor Street. 1901 begann die Produktion von Fahrrädern und Motorrädern. 1902 folgten Automobile. Der Markenname lautete Clarendon. 1904 endete deren Produktion. 1911 wurde das Unternehmen aufgelöst.

## Automobile
Im Angebot standen zweisitzige Voituretten. Ein Einzylindermotor mit 7 PS Leistung trieb über eine Kardanwelle die Hinterachse an.